# Peter Gatrell
Peter Gatrell (* 4. Juni 1950) ist ein emeritierter britischer Professor an der University of Manchester.
Er studierte an der University of Cambridge (wo er auch promovierte) und der Universität Kiew und wurde 1976 an die University of Manchester berufen. Dort forscht und lehrt er zur europäischen Wirtschaftsgeschichte, Geschichte Russlands, zu den sozialen und ökonomischen Aspekten moderner Kriege und in den letzten Jahren verstärkt zur Geschichte der Massenfluchtbewegungen der neueren Zeit. Er ist Mitglied der Royal Historical Society und der britischen Akademie der Wissenschaften.

## Publikationen
- Tsarist Economy, 1850–1917. Batsford 1986, ISBN 978-0-7134-2585-7.
- Government, Industry and Rearmament in Russia, 1900–1914 – The Last Argument of Tsarism. Cambridge University Press 1994, ISBN 978-0-521-46619-6.
- Homelands – War, Population and Statehood in Eastern Europe and Russia, 1918–1924. Herausgeber mit Nick Baron, Anthem Press 2004, ISBN 978-1-84331-121-8.
- A Whole Empire Walking – Refugees in Russia during World War I. Indiana University Press 2005, ISBN 978-0-253-21346-4.
- Russia's First World War – A Social and Economic History. Routledge 2005, ISBN 978-0-582-32818-1.
- Warlands – Population Resettlement and State Reconstruction in the Soviet-East European Borderlands, 1945–50. Herausgeber mit Nick Baron, Palgrave 2009, ISBN 978-0-230-24693-5.
- Free World? The Campaign to Save the World's Refugees. Cambridge University Press 2011, ISBN 978-1-107-00240-1.
- The Making of the Modern Refugee. Oxford University Press 2015, ISBN 978-0-19-967416-9.
- Europe on the Move – Refugees in the Era of the Great War, 1912–1923. Herausgeber mit Liubov Zhvanko, Manchester University Press 2017, ISBN 978-1-78499-441-9.
- The Unsettling of Europe – The Great Migration, 1945 to the Present. Penguin 2021, ISBN 978-0-14-198479-7.